# Albert de Thurah
Albert de Thurah (1. marts 1761 – 2. april 1801 i København) var en dansk søofficer.
Thurah var søn af kommandør Christian Henrik de Thurah (22. oktober 1729 – 18. september 1812) og Helene født Weinigel (født 4. marts 1736 død 11. februar 1815). Han blev sekondløjtnant i Marinen 1780, premierløjtnant 1789, kaptajnløjtnant 1796 og kaptajn 1800. 1780-82 gjorde han tjeneste i de udrustede eskadrer og fer derefter som styrmand med en Ostindiefarer i 3 år; 1787 var han udkommanderet med fregatten Hvide Ørn, året efter med linjeskibet Ditmarsken, 1790 ansat ved indrulleringen i Arendal, 1791 udkommanderet med fregatten Havfruen, 1794 med linjeskibet Louise Augusta. 1795 afgik han med fregatten Freia til Vestindien, hvor han i 2 år førte snaven Ærø. 1798 afgik han med linjeskibet Oldenborg (kommandørkaptajn A.F. Lützow) på togt til Sankt Helena. I marts 1801 overtog han, der næppe var kommet sig efter et benbrud, kommandoen af blokskibet Indfødsretten i Olfert Fischers defensionseskadre på Reden; han kæmpede tappert i slaget 2. april og faldt her. Efter hans død overtog kaptajn Schrødersee hans kommando; men også denne officer faldt i slaget.
Thurah blev 15. marts 1793 gift med sit søskendebarn Margrethe Cathrine Behr (26. september 1768 – 30. november 1828), datter af justitsråd, birkedommer og postmester i Grenå Niels Erik Behr (død 1815) og Christiane Sophie Magdalene f. Weinigel (død 1802).